# آلبانو ویکاریوتو

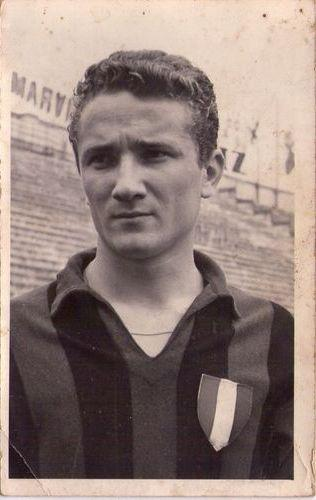
آلبانو ویکاریوتو در سنین جوانی

آلبانو ویکاریوتو (انگلیسی: Albano Vicariotto; ۲۵ ژانویهٔ ۱۹۳۱ – ۲۵ دسامبر ۲۰۱۹) بازیکن فوتبال اهل ایتالیا بود.
از باشگاه‌هایی که در آن بازی کرده‌است می‌توان به باشگاه فوتبال تورینو، باشگاه فوتبال ارورا پرو پاتریا ۱۹۱۹، باشگاه فوتبال پادوا، باشگاه فوتبال پیزا، باشگاه فوتبال آ.ث. میلان، باشگاه فوتبال ویچنزا، و باشگاه فوتبال پالرمو اشاره کرد.